# Las Mojarras (Nicaragua)
Las Mojarras, a veces La Mojarra, es una comarca de 1112 habitantes (2005) en el municipio El Jicaral, Nicaragua. Está situada a orillas del río Viejo, cerca del municipio de San Francisco Libre. 
En octubre de 2011, Las Mojarras quedó completamente aislado debido a la inundación de los ríos Sinecapa y Viejo. En 2015 se inauguró un moderno centro de salud en el municipio.

## Galería
|  |